# آنخلا پوماریگا
آنخلا پوماریگا (اسپانیایی: Ángela Pumariega‎؛ زادهٔ ۱۲ نوامبر ۱۹۸۴) قایقران قایق بادبانی اهل اسپانیا است.
وی در مسابقات کشوری و بین‌المللی در مجموع برندهٔ ۱ مدال طلا شده‌است.